# Victor Serge
Pour les articles homonymes, voir Kibaltchitch.
Victor Serge, de son vrai nom Viktor Lvovitch Kibaltchitch (en russe : Виктор Львович Кибальчич ; Bruxelles, 30 décembre 1890 - Mexico, 17 novembre 1947), est un révolutionnaire libertaire puis marxiste, et écrivain francophone, né en Belgique de parents russes émigrés politiques. Il est le père de deux enfants, dont le futur peintre Vladimir Kibaltchitch.

## Biographie

### Une jeunesse anarchiste

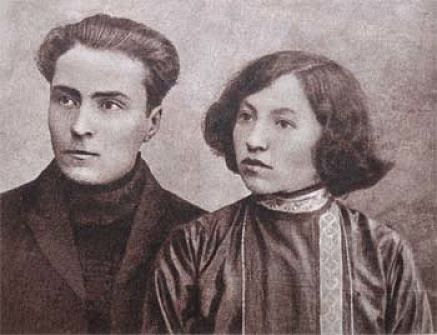
Victor Serge et Rirette Maîtrejean.

Victor Kibaltchitch nait le 30 décembre 1890 à Bruxelles. Son père, Léon Ivanovitch Kibaltchitch, sympathisant du mouvement extrémiste Narodnaïa Volia, fuit la Russie après l'assassinat d'Alexandre II. Il rencontre Véra Poderevski à Genève et de leur union naissent deux fils, Viktor et Raoul-Albert. Victor Serge passe son enfance dans une grande pauvreté, son frère meurt de faim à l'âge de 9 ans.
Dès l'âge de quinze ans, alors qu'il est apprenti photographe, il milite dans la Jeune Garde socialiste belge, à Ixelles. Influencé par le socialiste français Gustave Hervé, il fait montre d'un antimilitarisme virulent et s'oppose à la politique coloniale de la Belgique au Congo. En 1906, il commence à fréquenter les milieux anarchistes de Bruxelles. En 1908, il est actif au sein du Groupe révolutionnaire de Bruxelles. Tout en vivotant de métiers variés (dessinateur-technicien, photographe, typographe), Victor Serge écrit dans diverses publications libertaires (Les Temps Nouveaux, Le Libertaire, La Guerre sociale) et participe aux manifestations contestataires qui finissent en bagarre avec la police, ce qui lui vaut perquisitions et arrestations.
En 1909, il quitte la Belgique pour Paris, où il continue à écrire dans la presse libertaire (L'anarchie, le journal d'Albert Libertad, avec pour pseudonyme « Le Rétif ») et à tenir des conférences politiques. Influencé par la tendance anarchiste-individualiste, il s'inquiète néanmoins de la dérive d'une partie de cette mouvance vers l'illégalisme. C'est dans ce cadre qu'il est impliqué dans le procès de la bande à Bonnot. Pour avoir hébergé les principaux membres de la bande et refusé de les dénoncer, il est condamné en 1912 à cinq ans de réclusion, qu'il effectue de 1912 à 1916, en partie à la prison de la Santé. En 1930, il évoque cette expérience dans un roman, Les Hommes dans la prison.
Parallèlement, il rejette ce qu'il nomme les « absurdités syndicalistes » des anarcho-syndicalistes :

« Pour les uns, il [le syndicalisme] allait par de sages et prudentes réformes améliorer sans fracas l'état social. Pour les autres (les anarchistes syndicalistes), il était la première cellule de la société future, qu'il instaurerait un beau matin de grève générale. Il fallut déchanter beaucoup. On s'est aperçu — du moins ceux que l'illusion n'aveuglait pas — que les syndicats devenaient robustes et sages, perdaient envie de chambarder le monde ; que, souvent, ils finissaient par sombrer dans le légalisme et faire partie des rouages de la vieille société combattue ; que d'autres fois, ils n'arrivaient qu'à fonder des classes d'ouvriers avantagés, aussi conservateurs que les bourgeois tant honnis. »

— L'Anarchie, no 259, 24 mars 1910
Expulsé à l'issue de sa peine, il émigre à Barcelone, y devint ouvrier-typographe, écrit pour le périodique anarchiste Tierra y Libertad — c'est dans ses pages qu'il adopte le pseudonyme « Victor Serge » — et participe en juillet 1917 à une tentative de soulèvement anarchiste avant de revenir clandestinement en France, où il est à nouveau emprisonné. Pendant son internement, il s'enthousiasme pour la révolution russe. En janvier 1919, il est échangé avec d'autres prisonniers dans le cadre d'un accord franco-soviétique et rejoint la Russie. Il évoque cette période dans son livre Naissance de notre force.

### Au service de la révolution russe
Victor Serge adhère au Parti communiste russe en mai 1919. Son passage de l'anarchisme au marxisme, considéré comme un reniement par certains libertaires, l'amène à beaucoup écrire pour défendre le régime soviétique vis-à-vis de ses anciens camarades. Tout en expliquant ce qu'il considère comme des erreurs de la part des anarchistes russes, il s'efforce d'atténuer la répression à leur encontre.
Mobilisé à Pétrograd au moment de l'offensive des armées blanches de Youdenitch, épisode qu'il raconte dans La Ville en danger, il exerce diverses fonctions pour le parti : journaliste, traducteur, typographe, secrétaire… En 1920 et 1921, il assiste aux congrès de l'Internationale communiste et collabore dans les années suivantes avec Zinoviev à l'Exécutif de l'Internationale. Dans les années 1920, il écrit des articles pour la presse communiste internationale, notamment dans L'Humanité et dans la Rote Fahne, et un essai sur les méthodes policières du tsarisme, intitulé Les Coulisses d'une Sûreté générale, nourri de l'ouverture des archives de l'Okhrana.

### Contre le stalinisme

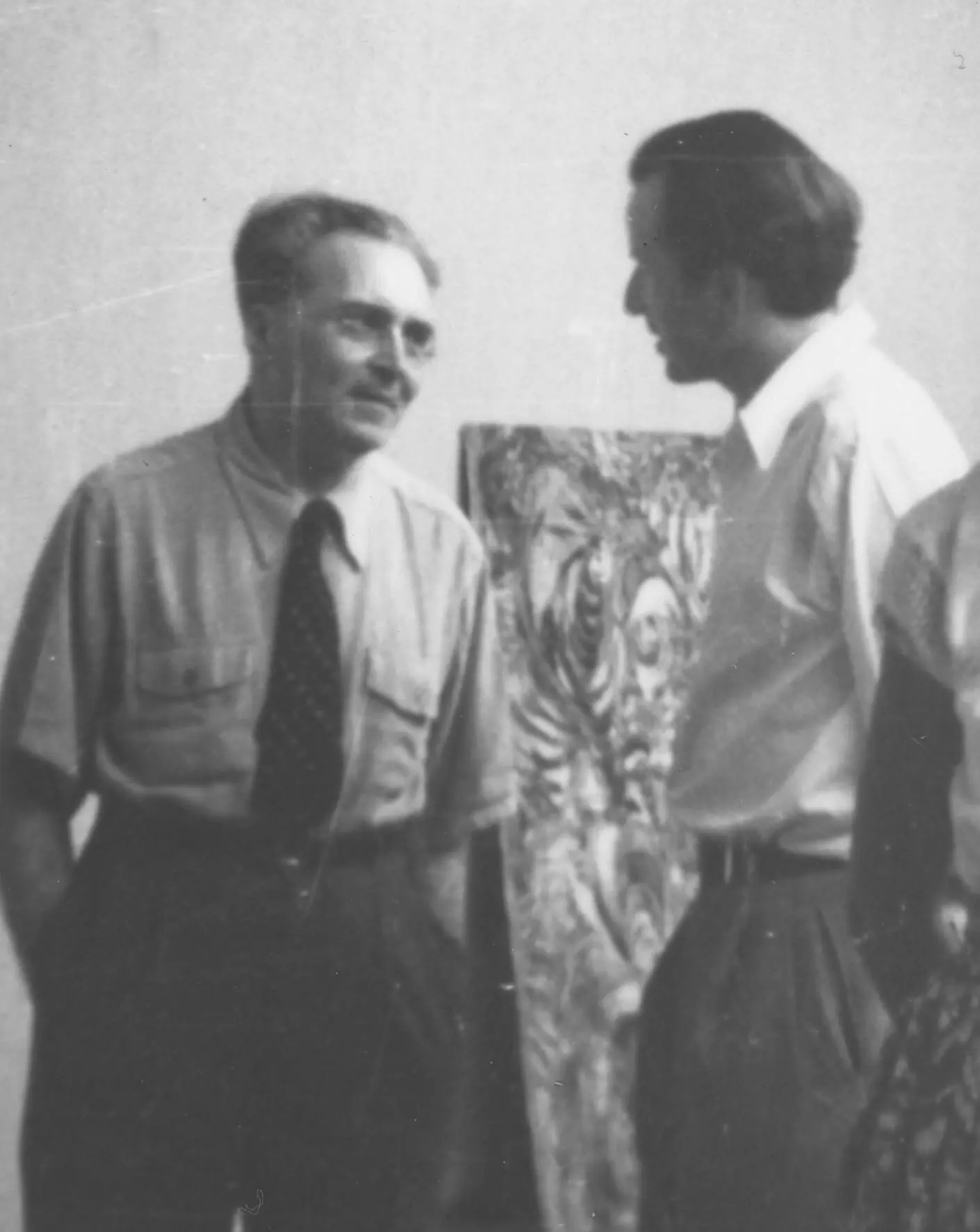
Victor Serge dans l'atelier de Wolfgang Paalen en 1942 à Mexico.

Membre de l'opposition de gauche animée par Léon Trotski, Victor Serge dénonce la dégénérescence stalinienne de l'État soviétique et de l'Internationale communiste et ses conséquences désastreuses, notamment pour la révolution chinoise de 1927. En 1928, il est exclu du PCUS pour « activités fractionnelles ». Il est placé sous surveillance et sa situation matérielle se dégrade. Il demande alors l'autorisation d'émigrer, mais les autorités la lui refusent. En 1933, Victor Serge est condamné à trois ans de déportation dans l'Oural à Orenbourg. Ses manuscrits sont saisis par le Guépéou. Il ne doit sa survie qu'à une campagne internationale menée en sa faveur, notamment par Trotski, et, en France, par un comité animé par Magdeleine Paz et le Cercle communiste démocratique. C'est finalement grâce à une intervention directe de Romain Rolland auprès de Staline qu'il est libéré, déchu de sa nationalité soviétique et banni d'URSS en 1936, quelques mois avant le premier procès de Moscou.
De retour en Belgique, puis en France, Victor Serge dénonce les grands procès staliniens (notamment en écrivant des chroniques régulières dans un journal socialiste de Liège, La Wallonie), tout en prônant durant la guerre d'Espagne un rapprochement entre anarchistes et marxistes pour assurer la victoire de la Révolution. Soumis à une incessante campagne d'injures de la presse communiste officielle, Victor Serge ne se rallie pas pour autant à la Quatrième Internationale. Bien que conservant une vive estime pour Trotski (il écrit d'ailleurs sa biographie en collaboration avec Natalia Sedova après son assassinat), il reproche aux trotskystes d'être sectaires. En retour, Trotski estime en 1939 que « Le moralisme de Victor Serge […] est un pont menant de la révolution à la réaction ».
Réfugié à Marseille en 1940, au moment de l'exode, Victor Serge rejoint le Mexique l'année suivante avec son fils Vlady grâce au réseau du journaliste américain Varian Fry. C'est dans ce pays qu'il écrit ses derniers romans et ses mémoires. Dénonçant le totalitarisme et s'interrogeant inlassablement sur les causes de la dégénérescence de l'Union soviétique, il travaille avec Marceau Pivert et Julián Gorkin du Centre marxiste révolutionnaire international. Il meurt à Mexico en 1947 dans le dénuement le plus total, dans des circonstances suspectes, peut-être des mains d'agents soviétiques.

## Œuvre
Dans son œuvre littéraire, Victor Serge ne cesse de défendre la liberté et de critiquer les sociétés qui l'entourent par le récit de sa vie ou de ses rencontres : les démocraties inhumaines par exemple avec Les Hommes dans la prison, ou le totalitarisme soviétique avec L'Affaire Toulaev.
L'Affaire Toulaev est une analyse magistrale de la psychologie des dirigeants communistes qui, au moment des purges, dans ce qu'ils croyaient être l'intérêt du Parti, s'accusaient de crimes qu'ils n'avaient pas commis tout en sachant bien qu'ils seraient de toute façon condamnés à mort par Staline, parce qu'ils n'avaient plus que ce (faux) choix : sauvegarder le Parti en s'accusant, car il s'agissait de la seule voie pour le progrès du socialisme, ou mourir en accusant le Parti, et ruiner l'œuvre pour laquelle ils avaient vécu et combattu.
Reconnu internationalement comme un écrivain et romancier de grand talent, il est également l'auteur des célèbres Mémoires d'un révolutionnaire (1901-1941). Sa brochure Ce que tout révolutionnaire doit savoir sur la répression analyse en détail le travail des services secrets et pourquoi il ne faut pas en avoir peur.
Victor Serge a aussi écrit Naissance de notre force (sur la société russe dans les années qui suivirent la révolution de 1917), Vie et mort de Léon Trotski, Le nouvel impérialisme russe.
Son roman S'il est minuit dans le siècle traite également des purges de l'ère stalinienne.
Son dernier roman, Les Années sans pardon, publié de façon posthume, a pour toile de fond la Seconde Guerre mondiale. Deux agents secrets de l'Union soviétique, assaillis par les doutes face aux crimes staliniens, rompent tour à tour avec les « services » pour se réfugier au Mexique.

## Ouvrages

### Romans, nouvelles et poésie
- Les Hommes dans la prison, Paris, Rieder, 1930 (réimpr. Climats, 2004 & Flammarion, 2011)
- Naissance de notre force, Paris, Rieder, 1931 (réimpr. Climats, 2004 & Flammarion, 2011)
- Ville conquise, Paris, Rieder, 1932 (réimpr. Climats, 2004 & Flammarion, 2011 & Sillage, 2022)
- « Mer blanche », Les feuillets bleus, no 295,‎ mai 1935 (réimpr. : François Maspero, 1972)
- « L’Impasse Saint-Barnabé », Esprit, nos 43-44,‎ avril-mai 1936
- Résistance, Cahiers Les Humbles, 1938, rééd. sous le titre Pour un brasier dans un désert, François Maspero, 1972. Rééd. sous le titre Résistance, Héros-Limite, 2016
- S’il est minuit dans le siècle, Grasset, 1939, rééd. Le Livre de Poche, 1976, et dans Les Révolutionnaires, Éditions du Seuil, 1980
- Les derniers temps, Paris, L'Arbre, 1946 (réimpr. Grasset, 1951)
- L’affaire Toulaev, Paris, Seuil, 1948 (réimpr. Zones–La Découverte & Lux, 2010)
- Les années sans pardon, Paris, François Maspero, 1971 (réimpr. La Découverte, 2003 & Agone, 2011)
- Le tropique et le nord, Paris, François Maspero, 1972 (réimpr. La Découverte, 2003)
- Mémoires d'un révolutionnaire (1901-1941), Paris, Seuil, 1951
- Les révolutionnaires, Paris, Seuil, 1980

### Essais et études historiques
- Pendant la guerre civile : Pétrograd mai-juin 1919, Bibliothèque du Travail, 1921 - Publié dans Mémoires d’un révolutionnaire et autres écrits politiques (1908-1947), Paris Robert Laffont, coll. Bouquins, 2001
- Les Anarchistes et l’expérience de la révolution russe, Cahiers du Travail, 1921 - Publié dans Mémoires d’un révolutionnaire et autres écrits politiques (1908-1947), Paris Robert Laffont, coll. Bouquins, 2001
- La Ville en danger : l’an II de la Révolution, Librairie du Travail, 1924 - Publié dans Mémoires d’un révolutionnaire et autres écrits politiques (1908-1947), Paris Robert Laffont, coll. Bouquins, 2001
- Lénine 1917, Librairie du Travail, 1925 - Publié dans Mémoires d’un révolutionnaire et autres écrits politiques (1908-1947), Paris Robert Laffont, coll. Bouquins, 2001
- Les Coulisses d’une sûreté générale : l’Okhrana, Librairie du Travail, 1925 rééd. sous le titre Ce que tout révolutionnaire doit savoir de la répression, François Maspero, 1970 - Publié dans Mémoires d’un révolutionnaire et autres écrits politiques (1908-1947), Paris Robert Laffont, coll. Bouquins, 2001 - Rééd. Zone/La Découverte et Lux, 2010
- La Lutte des classes dans la révolution chinoise, dans Clarté, 1927 rééd. sous le titre La Révolution chinoise, Savelli, 1977
- Soviet 1929, Rieder, 1929 (publié sous le nom de Panaït Istrati comme le second volume de sa trilogie Vers l'autre flamme)
- L’An I de la Révolution russe, Librairie du Travail, 1930 rééd. Delphes, 1965 et François Maspero, 1971 (en 3 volumes) ; réédition La Découverte (1 volume), Paris, 1997
- Littérature et révolution, Librairie Valois, 1932 rééd. éditions Maspero, 1976 et 1978
- Seize fusillés : où va la révolution, Cahiers Spartacus, 1936 et 1972
- Destin d’une révolution : URSS 1917-1937, Grasset, 1937 - Publié dans Mémoires d’un révolutionnaire et autres écrits politiques (1908-1947), Paris Robert Laffont, coll. Bouquins, 2001
- Portrait de Staline, Grasset, 1940[9]
- Le Nouvel Impérialisme russe, Cahiers Spartacus, 1947 et 1972
- Vie et mort de Léon Trotsky (avec Natalia Sedova), Amiot-Dumont, 1951, rééd. La Découverte 2003, La Découverte, 2010 (format poche)
- Le Tournant obscur (extraits des Mémoires), Les Îles d'or, 1951
- Carnets, Julliard, 1952 rééd. Arles, Actes Sud, 1985
- Victor Serge et Léon Trotsky : La lutte contre le stalinisme (textes de 1936-1939), François Maspero, 1977
- Notes d'Allemagne (1923), Montreuil, La Brèche, 1990
- Mémoires d’un révolutionnaire et autres écrits politiques (1908-1947), Robert Laffont, coll. Bouquins, 2001
- Retour à l’Ouest - Chroniques (juin 1936 - mai 1940), Agone, 2010, texte intégral.
- Mémoires d'un révolutionnaire 1905-1945, Lux, 2010
- L'Extermination des Juifs de Varsovie et autres textes sur l'antisémitisme (édition préfacée et annotée par Jean Rière), Nantes, Joseph K., Collection « métamorphoses » no 3, 2011
- Carnets (1936-1947), Agone, coll. « mémoires sociales », Éditions de la rue Dorion, 2012
- Réflexions sur l’anarchisme, Esprit, 1937, Crapouillot, 1938. Rééd. par Acratie, 2014
- Essai critique sur Nietzsche, introd., trad. fr. & notes d'Annick Stevens, Éditions Nada, 156 p., 2018  (ISBN 979-1092457261)

#### Articles citant ou se référant à Victor Serge
- « Victor Serge : totalitarisme et capitalisme d’État »(Archive.org • Wikiwix • Archive.is • Google • Que faire ?)
- Commentaire sur Victor Serge, Le Crapouillot, janvier 1937
- « Victor Serge et les anarchistes » sur academia.edu
- Andrea Cavazzini, « Les solutions humaines. Victor Serge dans le XXe siècle », Cahiers du GRM, Groupe de recherches matérialistes, no 6,‎ 2014 (lire en ligne, consulté le 20 mai 2019)

### Filmographie
- Victor Serge, l'insurgé, documentaire de Carmen Castillo, 2012

#### Textes de Victor Serge
- Archive Internet des Marxistes

#### Articles parus dansL'Anarchie
- « Leur Paix », L'Anarchie n° 313, 6 avril 1911